# كيفن هيغينز (شاعر)
كيفن هيغينز (بالإنجليزية: Kevin Higgins)‏ هو شاعر أيرلندي، ولد في 1967 في لندن في المملكة المتحدة.

## وصلات خارجية
- كيفن هيغينز على موقع ميوزك برينز (الإنجليزية)